# Casas de Juan Núñez
Casas de Juan Núñez è un comune spagnolo  situato nella comunità autonoma di Castiglia-La Mancia.